# Biserica de lemn Trei Ierarhi din Poiana Largului

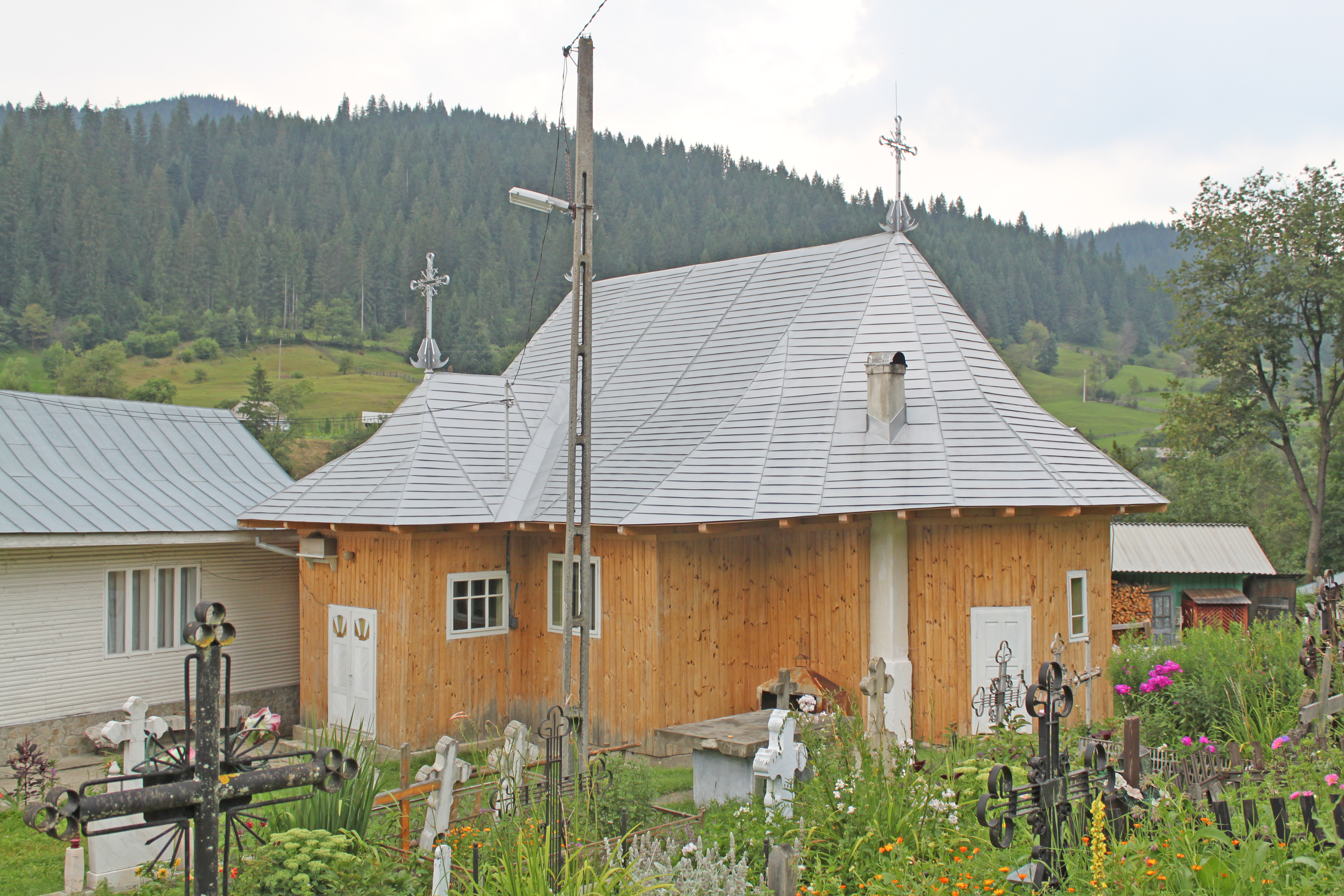
Biserica de lemn Trei Ierarhi din Poiana Largului, judeţul Neamţ

Biserica de lemn Trei Ierarhi din Poiana Largului, comuna Poiana Teiului, județul Neamț. Până în 2011 a fost monument istoric, cu codul  NT-II-m-B-10645.01.

## Istoric și trăsături
Arsă parțial în 2011.02.11